# Ruben Claeys
Ruben Claeys (Gent, 4 juli 1997) is een Belgische roeier.

## Uitslagen
- 2014: Finale B, Wereld kampioenschap Junioren, JM4x
- 2015: Finale B, Wereld kampioenschap Junioren, Skiff
- 2016: 6e, Wereld kampioenschap U23, M2x
- 2017: 5e, Wereld kampioenschap U23, M2x
- 2018: 11e, Europees kampioenschap, M2x
- 2019: , Belgisch kampioenschap, Skiff
- 2020: 8ste, Europees kampioenschap, M2x
- 2021: , Belgisch kampioenschap, Skiff
- 2022: , Belgisch kampioenschap, Skiff

## Club
Claeys is aangesloten bij Koninklijke Roeivereniging Sport Gent.

## Varia
In 2022 nam Claeys deel aan het 3de seizoen van De Container Cup. Hij verbrak het roeirecord van dat seizoen en eindigde op een 4de plaats in het klassement. In het algemene klassement staat hij op een 7e plaats met een tijd van 8:40.24.  